# Hartmannus Hartmanni (Kanoniker)
Hartmannus Hartmanni (* um 1472 in Eppingen; † vor 9. Dezember 1510) war Rechtsgelehrter und Kanoniker an der Heidelberger Heiliggeistkirche. Er stiftete kurz vor seinem Tod ein bis 1949 bestehendes Stipendium an der Universität Heidelberg.

## Leben
Über Hartmannis Leben ist wenig bekannt. Er entstammt der Eppinger Ratsherren- und Gelehrtenfamilie Hartmanni und immatrikulierte sich 1488 an der Universität Heidelberg und studierte nach dem philosophischen Grundstudium an der Artistenfakultät anschließend Rechtswissenschaften. Als Kanoniker war er später (vermutlich als juristischer Vertreter des Stifts) an der Heiliggeistkirche in Heidelberg. Aus einem Schreiben über den Verbleib seines Kanonikats geht hervor, dass er vor dem 9. Dezember 1510 gestorben ist.

## Stipendium
Mit der Hartmann’schen Stiftung von 500 rheinischen Goldgulden richtete er kurz vor seinem Tod ein Stipendium an der Universität Heidelberg ein. Die Stiftungssumme entstammte vermutlich seinen Einkünften der Pfründe am Heidelberger Heiliggeiststift. Das Geld wurde im Stift Sinsheim angelegt. Die Zinseinkünfte sollten einem Nachkommen der Familie Hartmanni und nach deren eventuellem Aussterben zwei Bürgersöhnen aus Eppingen zur Unterstützung eines achtjährigen Studiums in Heidelberg zukommen. Das Stipendium wurde mehreren Angehörigen der Hartmanni sowie etwa 20 Studenten aus Eppingen erteilt, galt bereits 1865 als ältestes noch bestehendes Heidelberger Stipendium und bestand bis 1949, als das Stiftungskapital, zuletzt Hartmann’scher Stipendienfonds genannt, nach zwei Währungsreformen im 20. Jahrhundert nahezu aufgebraucht war.